# Jud Larson
Jud Larson (21 de janeiro de 1923 — 11 de junho de 1966) foi um automobilista norte-americano que esteve em cinco (duas) 500 Milhas de Indianápolis, quando a prova contava pontos para o Mundial de Pilotos de Fórmula 1 de 1950 até 1960: 1952 (não se qualificou), 1953 (não se qualificou), 1957 (não se qualificou), 1958 e 1959. Seu melhor resultado nas 500 Milhas de Indianápolis foi o 8º lugar em 1958.
Jud Larson faleceu vítima de acidente enquanto disputava uma prova em junho de 1966.